# Vága sýsla

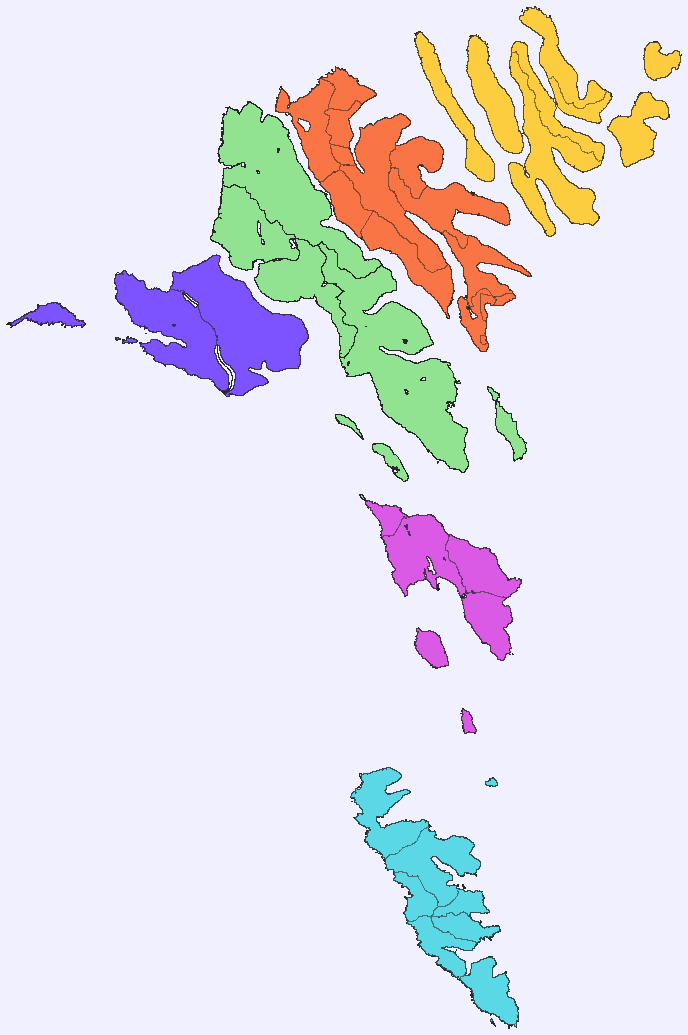
Översiktskarta, Vága sýsla i turkos

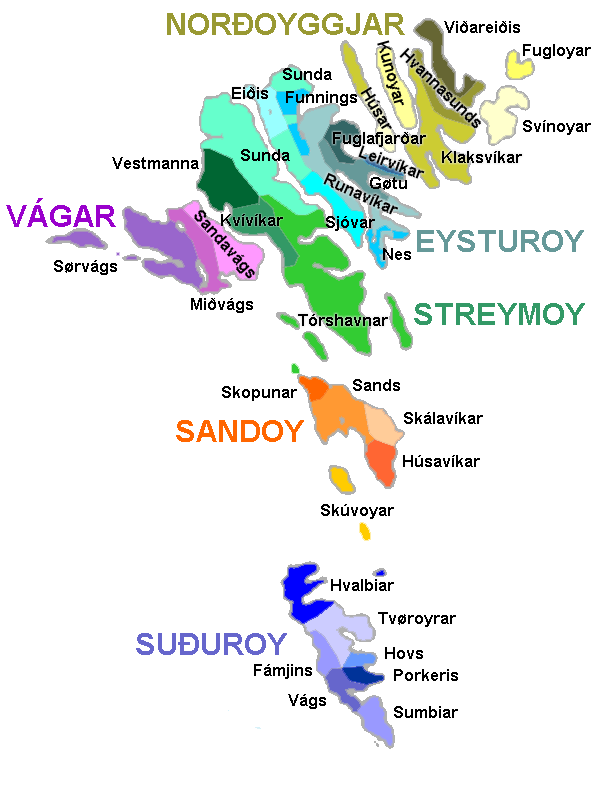
Kommunöversikt

Vága sýsla (danska Vågø, Vågö syssel) är en av Färöarnas 6 sýslur (Färöarnas regioner).

## Geografi
Vága sýsla ligger i landets södra del och har en area av cirka 188 km².
Regionen omfattar hela ön Vágar och småöarna Gáshólmur, Mykines och Tindhólmur samt skären Drangarnir, Dunnusdrangar, Filpusardrangur, Skerhólmur och Trøllkonufingur.
Befolkningen uppgår till cirka 3 000 invånare  och huvudorten är Miðvágur.
Färöarnas enda flygplats Vágar flygplats (flygplatskod "FAE") ligger inom regionen och även Färöarnas västligaste punkt ligger i Vága sýsla med Mykineshólmur på Mykines (se även Färöarnas ytterpunkter).

## Indelning
Regionen är indelad i 3 kommuner (kommunur).
- Miðvágs kommuna
- Sandavágs kommuna
- Sørvágs kommuna

## Historia
Färöarnas regioner har använts som administrativ indelning sedan lång tid och bygger på de historiska områdena på Färöarna. Varje syssel styrdes traditionellt av en Sýslumaður (sysselmannen) och ett Várting (Vårting).
Under den danska reformationen år 1536 avskaffades den danska sysselindelningen helt medan de kvarstår på Färöarna.
Före 1957 utgjorde regionerna även landets valkretsar innan man ändrade valkretsarnas gränser för att öka balansen vid val .